# Carlos Augusto Maldonado
Carlos Augusto Maldonado (Puerto La Cruz, Anzoátegui, Venezuela, 1979. március 20. –) venezuelai színész.

## Élete
Carlos Augusto Maldonado Puerto La Cruzban született 1979. március 20-án. Az öt testvér közül ő a legfiatalabb. Caracasba költözött a nagymamájához és nagynénjéhez, hogy az egyetemen informatikát tanuljon, de nem tetszett neki. Ezután a reklám és marketing felé fordult. Innen már csak egy lépés volt a színjátszás. 1996-ban a La llaman Marimorban debütált. 2009-ben Roncot alakította az Ördögi körben. A következő évben szerepet kapott az Elisa nyomában című telenovellában.

## Filmográfia

### Televíziós sorozatok, telenovellák
| Év        | Eredeti Cím               | Cím             | Szerep                           | Stúdió                 |
| --------- | ------------------------- | --------------- | -------------------------------- | ---------------------- |
| 1996      | La llaman Mariamor        |                 | Chaqueta                         | Marte TV               |
| 1997      | A todo corazón            |                 | Randy                            | Venevision             |
| 1998      | Así es la vida            |                 | Ricky                            | Venevision             |
| 2001      | La soberana               |                 | José Zamora                      | Venevision             |
| 2003      | Engañada                  |                 | Víctor Manuel Peñaloza 'Gavilán' | Univision - Venevision |
| 2004      | Ángel rebelde             |                 | Rafael 'Rafa' Morante            | Venevision             |
| 2005      | El amor las vuelve locas  |                 | Carliños                         | Venevision             |
| 2005      | Se solicita príncipe azul |                 | Damián                           | Venevision             |
| 2007      | Dame chocolate            |                 |                                  | Telemundo              |
| 2007      | Seguro y urgente          |                 | Romero                           | Telemundo              |
| 2007      | Aunque mal paguen         | A boldogság ára |                                  | Venevision             |
| 2008      | Amor comprado             |                 | Martín Campos                    | Venevision             |
| 2008      | El cartel de los sapos    |                 | Miguel                           | Caracol TV             |
| 2009      | Más sabe el diablo        | Ördögi kör      | Ronco                            | Telemundo              |
| 2010      | ¿Dónde está Elisa?        | Elisa nyomában  | Esteban Briseño                  | Telemundo              |
| 2011-2012 | Corazón apasionado        | Csók és csata   | Ramiro Meléndez                  | Venevision             |
| 2012      | Relaciones peligrosas     |                 | Augusto Mitaran                  | Telemundo              |
| 2013      | Santa Diabla              | A gonosz álarca | Ulises Coletti                   | Telemundo              |

### Filmek, rövidfilmek
| Év   | Eredeti Cím                         | Cím | Szerep | Stúdió                 |
| ---- | ----------------------------------- | --- | ------ | ---------------------- |
| 2008 | I didn`t know who i was             |     | Damián | Chalkboard Productions |
| 2010 | Más sabe el Diablo: El primer golpe |     | Ronco  | Telemundo              |